# SARSコロナウイルス2
SARSコロナウイルス2（サーズコロナウイルスツー、英語: severe acute respiratory syndrome coronavirus 2、略称: SARS-CoV-2）は、新型コロナウイルス感染症 (COVID-19) の原因となる、SARS関連コロナウイルス (SARSr-CoV) に属するコロナウイルスである。日本の国家機関や主要な報道機関は「新型コロナウイルス」と呼称しており、「新型コロナ」や単に「コロナ」と省略される場合もある。
2019年12月に中華人民共和国湖北省武漢市で初めて発生が確認され、その後、2020年に入ってからCOVID-19の世界的流行（パンデミック）を引き起こしている。国によって異なる流行像がある。また2020年末以降、スパイクタンパク質の構造変化などを伴う新たな変異株も次々に出現しており、以前の株を置き換えるようにして世界各地で流行を度々引き起こしている。
SARSの名を冠しているが、本ウイルスは2002年から2003年にかけて流行した重症急性呼吸器症候群（SARS）の原因ウイルスとは異なるものであり、SARSが付く理由は本ウイルスがSARSの原因ウイルスであるSARSコロナウイルス（SARS-CoV、あるいはレトロニムとしてSARS-CoV-1）と同種で、SARS関連コロナウイルスの株の一つと考えられているためである。

## 名称
このウイルスの国際的な正式名称は、severe acute respiratory syndrome coronavirus 2（略称: SARS-CoV-2）であり、ウイルスによる疾患の正式名称は、coronavirus disease 2019（略称: COVID-19）である。
2020年1月7日、世界保健機関 (World Health Organization; 以下 WHO) は、中国武漢で発生している疾患の原因であるウイルスを2019-nCoV（2019 novel coronavirus の略称）と暫定的に命名した。この呼称は厚生労働省の公式ウェブサイトのほか、国立感染症研究所が作成の「病原体検出マニュアル 2019-nCoV」と、これを基にした「2019-nCoV 遺伝子検査方法」にも使用された。このため、体外医薬品の名称や、正式名称決定以前に作成されたウェブサイトなどにみられる。
同年2月11日、国際ウイルス分類委員会 (ICTV) は、SARS-CoV-2（Severe acute respiratory syndrome coronavirus 2 の頭字語）と正式に命名した。この日本語訳としてSARSコロナウイルス2のほか、SARSコロナウイルス-2、サーズコロナウイルス2、重症急性呼吸器症候群コロナウイルス2、重症急性呼吸器症候群 (SARS) コロナウイルス2型などと呼称・表記される場合もある。日本の国家機関や主要な報道機関は同年時点で、単に新型コロナウイルスと呼称している。WHOは同日、このウイルスによる疾患をCOVID-19（Coronavirus disease 2019 の略称）と命名した。

### 呼称に関する論争
新型コロナウイルスが中国の武漢で最初に確認されたことにちなんで武漢ウイルス (Wuhan Virus) 、中国ウイルス (Chinese Virus) と呼ぶ者もいる。WHOの規定では2015年以降、新たに発見された感染症やウイルスの正式名称に地域や人の名前などをつけることは差別や偏見を生む可能性があるとして、避けるべき慣行としている。

## 発見
SARSコロナウイルス2は2019年12月に中国武漢市で発生が確認され、同月31日に最初にWHOに報告された。元々コウモリなどの野生動物が保因していたものが、それぞれ独立してヒトに伝播、ヒトへの感染能力を獲得したと考えられている。
2024年現在、発生源の特定には至っていない。中国の海鮮市場から発生したという説と武漢ウイルス研究所から流出したという説が有力である。
2020年1月20日、病原体を調査している中国・国家衛生健康委員会 (NHC) 専門家の鍾南山グループ長は、広東省でヒトからヒトへの感染（ヒト - ヒト感染）が確認されたと発表した。新しいコロナウイルスに対する特定の治療法はないが、既存の抗ウイルス薬を流用することはできるとしている。
ただし、2019年3月スペインのバルセロナ大学の研究チームがバルセロナで採取した廃水サンプルから新型コロナウイルスを検出したと発表した。また、2019年の9月イタリアのミラノにある国立がん研究所の研究によると、早いものでは2019年9月の血液サンプルから新型コロナウイルスの抗体が検出された。
2024年12月、米下院特別小委員会は、SARSコロナウイルス2の世界的感染は武漢の研究所での事故を起源としているとの最終報告書を発表した。

## 分類と系統
SARSコロナウイルス2は、オルトコロナウイルス亜科（コロナウイルス）に属している。この仲間は哺乳類や鳥類に感染する非常に多数の種を含むが、人に感染症を引き起こすものだけでも、重篤な肺炎の原因となるSARSコロナウイルス (SARS-CoV) やMERSコロナウイルス (MERS-CoV)、季節性の風邪を引き起こすヒトコロナウイルス229EやヒトコロナウイルスOC43、ヒトコロナウイルスNL63、ヒトコロナウイルスHKU1などがある。SARSコロナウイルス2は、2019年にヒトに対して病原性を有する7番目のコロナウイルスとして出現したものである。
このウイルスは国際ウイルス分類委員会 (ICTV) により、SARSコロナウイルスと同じ種（の姉妹系統）と見なされており、ベータコロナウイルス属のSARS関連コロナウイルス (SARSr-CoV) という種に属している。ただし、SARSコロナウイルスの直接の子孫ではない。
2020年3月26日に、マレーセンザンコウからゲノムの類似度が 85 - 92% であるコロナウイルスが発見されており、これらはよりSARSコロナウイルス2の祖先に近いと考えられている。2020年7月に、SARSコロナウイルス2が属するサルベコウイルス亜属のゲノムデータを使ったMaciej Boniらによる進化歴の解析ではコウモリウイルスのRaTG13が単一の祖先系統を共有する最も近縁のウイルスであり、SARSコロナウイルス2がコウモリサルベコウイルスから遺伝的に分岐したのは1948年、1969年、1982年と推定された。
他種のコロナウイルスと比較すると、中国浙江省舟山市のコウモリから発見されたSARSウイルスに一番近く、コウモリSARSウイルス、ヒトSARSウイルス、ジャコウネコSARSウイルスとも80%近くの類似度を持つことが、香港大学微生物学科感染症専門の袁国勇教授により報告されている。

## ゲノム配列
ウイルスゲノムは29,903 塩基で、一本鎖プラス鎖RNAウイルスである。2019年から2020年にかけて発生した中国武漢市でのアウトブレイクにおいて肺炎患者の核酸検査陽性患者サンプルにより、ゲノム配列が決定された。このウイルスの完全ゲノム配列は上海公共衛生臨床センター、武漢市中心医院、華中科技大学、武漢市疾病予防控制中心、国立伝染病研究所（NICD）、中国疾病預防控制中心、シドニー大学らの協力によって解読され、シドニー大学のエドワード・C・ホルムズ教授の協力の下、上海公共衛生臨床センターの張永振教授によって2020年1月11日にVirological.org上に公開された。その後、1月14日には国際核酸配列データベースGenBankで正式に公開されている。
推定されている1年あたりの塩基置換率は、0.00084 （塩基置換/塩基/年）であり、インフルエンザウイルスの塩基置換率の約 1/6 - 1/2 倍である。

## 構造
ウイルス粒子（ビリオン）は、50 - 200 nm（ナノメートル）ほどの大きさである。一般的なコロナウイルスと同様に、S（スパイク）タンパク質、N（ヌクレオカプシド）タンパク質、M（膜）タンパク質、E（エンベロープ）タンパク質として知られる4つのたんぱく質と、RNAにより構成されている。このうち、Nタンパク質がRNAと結合してヌクレオカプシドを形成し、脂質と結合したS、EおよびMタンパク質がその周りを取り囲んでエンベロープを形成する。エンベロープの最も外側に位置するSタンパク質は、細胞表面のACE2受容体に結合して細胞への感染を可能とする。ヒトへの感染にACE2受容体を利用する点はSARSコロナウイルス (SARS-CoV) と同じであり、DPP-4受容体を利用するMERSコロナウイルス (MERS-CoV) や、アミノペプチダーゼN (APN) を利用するヒトコロナウイルス229Eとは異なる。
タンパク質の一次構造やRNA配列のSARSコロナウイルスとの相同性は、Sタンパク質が76.0%、Nタンパク質が90.6%、Mタンパク質が90.1%、Eタンパク質が94.7%、RNAが80%となっている。一方で同じベータコロナウイルスの中でも別種のMERSコロナウイルスとは、それぞれ4.6%、7.6%、6.3%、30.5%、50%しか一致していない。
- アメリカ疾病予防管理センターが作成したSARS-CoV-2のイメージ
  赤色の突起はスパイクタンパク質[67]。  灰色の被膜はエンベロープ。主成分は脂質で、アルコールや石鹸により破壊できる[67]。  黄色の付着物はエンベロープタンパク質[67]。  オレンジ色の付着物は膜タンパク質[67]。
- SARSr-CoVビリオンの構造
- SARS-CoV-2ビリオン（黄色）のカラー化SEM写真
- SARS-CoV-2のスパイクホモトリマー。1つのサブユニットが強調して描かれている。ACE2受容体結合ドメインは紫色で表されている。

### スパイクタンパク質の開裂活性化
コロナウイルスのスパイクタンパク質は、大きく分けてS1、S2という2つのサブユニットでできており、S1はACE2受容体との結合を、S2は宿主細胞膜との融合を担っている。スパイクタンパク質は宿主細胞内で合成された直後は1つの連続したタンパク質であるが、次の宿主細胞に感染するためには、どこかのタイミングで、S1サブユニットとS2サブユニットの境界であるS1/S2部位と、S2内部にあるS2'という部位の2箇所が、宿主の持つプロテアーゼによって開裂される必要があると考えられている。
SARS-CoV-2には、SARSコロナウイルスと異なり、スパイクタンパク質に感染力と病原性を高めるフーリン切断部位が存在する。これはサルベコウイルスの中では他に例が無いが、コロナウイルス科全体で見れば珍しいものではなく、多くのマウス肝炎コロナウイルス (MHV-JHM, MHV-A59) やヒトコロナウイルス (MERS-CoV, HCoV-OC43) などが同様の部位を保有している。
SARS-CoV-2の際立った特徴の一つは、S1/S2部位に、近縁のコロナウイルスにはみられない4つのアミノ酸配列 [PRRA] の挿入が見られることである。これによって境界部位のアミノ酸配列はS[PRRA]R↓SVASになっており、宿主細胞内でスパイクタンパク質が合成された直後に、「↓」の部分で宿主細胞の持つフーリンによる開裂を受けると考えられている。
フーリンによるS1/S2開裂を受けたスパイクタンパク質を持ったウイルスでは、スパイクタンパク質が次の宿主細胞のACE2受容体に結合すると、受容体近傍の細胞膜上にある宿主細胞のTMPRSS2プロテアーゼによって S2'部位が開裂され、そのまま感染が成立する。
これに対して、S1/S2開裂を受けていないスパイクタンパク質を持った SARS-CoV などの通常のコロナウイルスでは、スパイクタンパク質が次の宿主細胞のACE2受容体に結合したのち、ウイルス本体がエンドサイトーシスで宿主細胞内に取り込まれ、エンドゾーム内のカテプシンLプロテアーゼによって、2箇所の境界部位が開裂され、エンドゾームの細胞膜と融合して感染するという手順を取る。
2020年に、米テキサス大学医学部を中心とする研究チームが、アミノ酸配列 [PRRA] がどの程度SARS-CoV-2のS1/S2開裂に寄与し、その結果どの程度ウイルスの感染力を強化しているのかを検証するために、SARS-CoV-2野生型オリジナルのRNA配列からSタンパク質の [PRRA] に対応する遺伝情報のみを削除したΔPRRAと名づけられた変異種を合成し、Calu-3細胞（実験用に培養したヒト肺線腫細胞）を用いて、SARS-CoV、SARS-CoV-2野生型、SARS-CoV-2ΔPRRA変異株の3種類のウイルスの感染実験を行い比較検討を実施した。
この研究によれば、感染細胞から放出される娘ウイルスのS1/S2開裂率は、SARS-CoVが1.4%、SARS-CoV-2野生型が87.3%、ΔPRRA変異株が33.1%であり、ΔPRRA変異株では [PRRA] 以外にS1/S2開裂を促進する機構があると考えられた。ウイルス価をベースとした感染力の比較では、野生型がΔPRRA変異株に対して約10倍感染力が高いことが示された。
2021年8月1日に発表された、米下院外交委員会・共和党議員団による報告書「THE ORIGIN OF COVID-19: An Investigation of the Wuhan Institute of Virology」

では、このテキサス大学を中心とする研究を引用し、さらに他の状況証拠を提示して、SARS-CoV-2は、中国武漢ウイルス研究所で、コウモリを宿主とするコロナウイルスRaTG13をソースとして、 [PRRA] の挿入やその他の遺伝子改変を行って、人為的に創り出されたウイルスであると主張している。

## 感染

### 基本再生産数
SARS-CoV-2の基本再生産数 (R0) の見積もりに関する未査読の多くの研究は、数字の差異があり、また評価が分かれているが、R0は 1.4から3.9 と推定されている。これは無防備な状態では、SARS-CoV-2は通常、感染者1人当たり1.4人から3.9人の新規感染者を生じさせるという意味である。他の未査読の研究では、R0を3.30から5.47とするもの、2.13から4.82とするものがある。

### 免疫細胞への感染

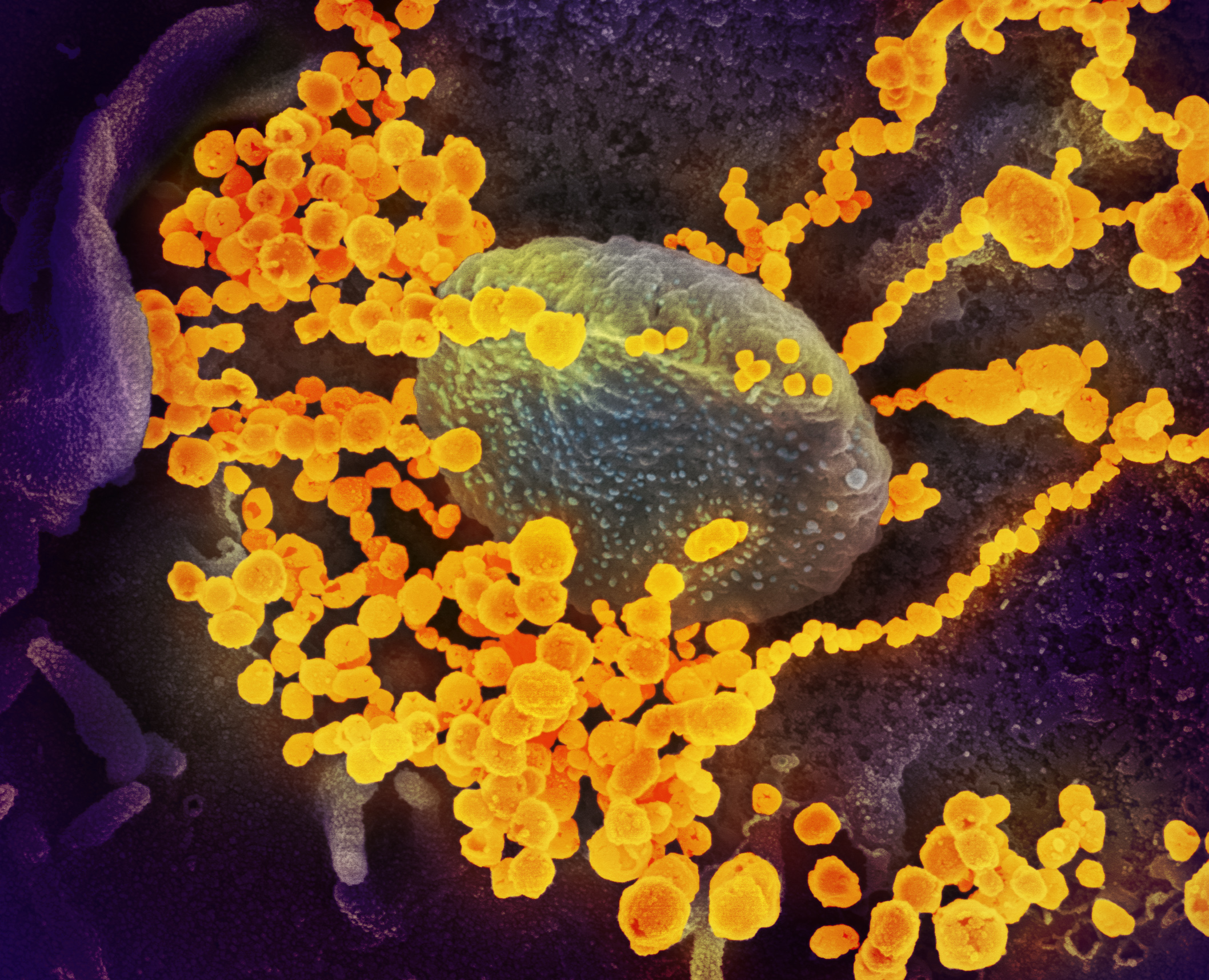
培養されたヒト細胞から放出されているSARS-CoV-2ビリオン（黄色）のカラー化SEM写真

健康なヒトの末梢血単核細胞を使った生体外実験では、CD4陽性T細胞にウイルス感染が示唆された。ウイルス複製は確認されず、受容体については不明で、どのような影響があるかは評価されていない。この報告では他の種類の免疫細胞に感染は確認されなかった。なお、細胞株を用いた類似の報告もあったが、こちらの論文は手法に瑕疵があり撤回されている。
死亡した患者の二次リンパ組織（リンパ節・脾臓）のマクロファージがACE2受容体を発現しており、ウイルスの核タンパク質抗原が検出されたとの報告がある。これがウイルス感染によるのか感染細胞の取り込みによるのかは不明とされる。この報告ではT細胞やB細胞に核タンパク質抗原は確認されなかった。
ヒトのACE2受容体タンパク質を発現するトランスジェニックマウスを用いた実験では、ウイルス抗原が肺のマクロファージから検出されたとの報告がある。

### 動物への感染
ベルギー保健当局は感染者から猫にウイルスが伝染する事例があるとした。その他、犬やトラからもSARS-CoV-2が検出された事例がある。
中国の研究チームの報告によると、猫は SARS-CoV-2 への感受性が高く、飛沫感染により猫から猫へ感染を起こすケースもあったという。猫のほかにはフェレットも感受性が高いが、犬や豚、ニワトリ、アヒルでは増殖しなかった。ウイルス学者である河岡義裕は、マウスよりもハムスターへの感染症状が顕著に出るという結果を出している。

## 複数型の存在

### 2つの型
2020年3月、このウイルス（中国内外の103例）を北京大学など中国の研究チームが遺伝子解析をした結果、コウモリ由来のウイルスに近く古くからあるとみられる全体の3割を占めるS型（S亜型）と毒性の強弱は不明だが頻度が高いとみられるL型（L亜型）という塩基配列の異なる2つの型に分類できることが分かった。ウイルスのRNAの第28,144番目の塩基の違いにより分類され、指定されるアミノ酸がセリンならばS型、ロイシンならばL型となる。
患者の多くは、片方の型にしか感染していないものの両方の型に感染した例も確認されており、ウイルスに一度感染し症状が治っても別の型に「再感染する」と言う報道もあるが、再感染の可能性および原因については議論があり、今後の研究や検証を要する。
S型
進化的に古く、変異前（先祖型）のものと見られている。攻撃性が低いため選択圧が弱く、相対的に割合が増加したと見られる。
L型
中国武漢市での初期流行ではL型が支配的。当初の報告ではL型はより攻撃的で、より急速に蔓延するとされていた。そのため、流行対策による人的介入のため選択圧が掛かり割合的に減少したと見られている。ただし、後に「感染力が強い」と言う点については修正され、「頻度が高い」に表現が改められている。
K型
S型が変異したウイルス。中国における感染症サーベイランスでは感知されず蔓延したが、日本のインフルエンザ流行曲線が大きく欠けていたため、K型ウイルスの流入が認められた。
G型
中国の武漢で死者を多く出した後、米国やイタリアなどで爆発的な感染を引き起こしたと考えられている型。感染力や毒性が強い。

### 3つの型
- 2020年4月のイギリス・イングランドのケンブリッジ大学などによる報告では、このウイルスはA、B、Cの3つの型に分類できるとした。Aは中国のコウモリ由来のウイルスに近く、中国や日本の感染者でも見つかったが、米国やオーストラリアの感染者が多かった。Aから変異したBが武漢市を中心として中国や近隣諸国で爆発的に増えたとみられ、欧米などに飛び火した例は少なかった。Bから変異したCはイタリア・フランス・イギリスなど欧州で多かった[103][104]。

- 株式会社日本バイオデータによる査読前論文では、ウイルスのRNA配列のうち第8,782番目、第28,144番目、第29,095番目の塩基に着目し、本ウイルスを TCC、TCT、CTC の3つの型に分類した[105]。TCCおよびTCTは中国のグループの示すS型、イギリスのグループが示すA型に相当する。またCTCは中国のグループが示すL型、イギリスのグループが示すB型およびC型に相当する。